# ديشلي ليستر

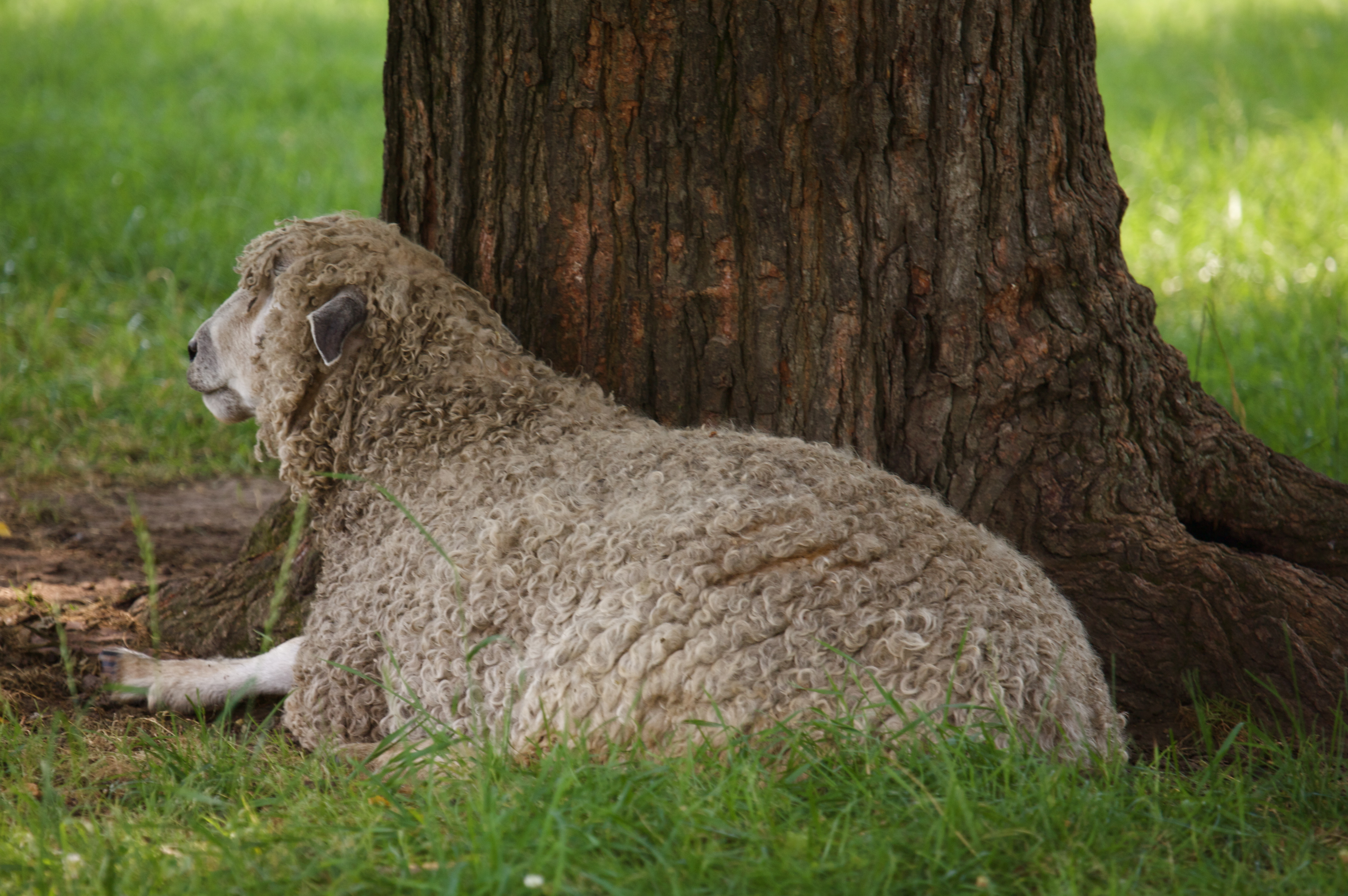
ليسيستر طويلة الصوف في مستعمرة ويليامسبيرغ

ديشلي ليستر (بالإنجليزية: Dishley Leicester)‏ هي سلالة غنم اٍنجليزية. لهذه السلالة أسماء بديلة: ليسيستر طويلة الصوف، ليسيستر المعدلة، ليسيستر باكويل، ليسيستر وليسيستر الجديدة. طورت أصلا من قبل المربي المبتكر في القرن الثامن عشر روبرت باكويل.
هي الآن من أندر السلالات البريطانية، تصنف على انها «مهددة بالاٍنقراض» من قبل تأمين بقاء السلالات النادرة منذ أن أصبح هناك أقل من 500 أنثى مسجلة بالمملكة المتحدة.